# Монтезума (Колорадо)
Монтезума (енгл. Montezuma) град је у америчкој савезној држави Колорадо.

## Демографија
По попису из 2010. године број становника је 65, што је 23 (54,8%) становника више него 2000. године.
| Група             | 2000.      | 2010.      |
| Белци             | 41 (97,6%) | 56 (86,2%) |
| Афроамериканци    | 0 (0,0%)   | 2 (3,1%)   |
| Азијати           | 0 (0,0%)   | 0 (0,0%)   |
| Хиспаноамериканци | 1 (2,4%)   | 7 (10,8%)  |
| Укупно            | 42         | 65         |